# パミラ・ブランチ
パメラ・ブランチ（Pamela Branch, 1902年 - 1967年）は、イギリスの推理作家である。セイロン（現スリランカ）で生まれ、イギリスで教育を受けて育ち、パリへ留学後、ロンドンの王立演劇学校へ入学。
1964年、第三作 "Murder Every Monday"がフィリップ・ダールとの共作によって舞台上演された。
作品の内容は黒い笑いに満ちた犯罪小説で、知名度は低いが、熱烈な支持者を持っている。最近再評価の動きがあり、アメリカのThe Rue Morgue Pressより再刊されている。

## 著作一覧

### 長編
- The Wooden Overcoat, 1951.　
  - 小林晋訳『殺人狂躁曲』（ハッピー・フュー・プレス, 1993.12）
    - 改題『死体狂躁曲』（国書刊行会, 2022.11）
- Lion in the Cellar, 1951.
- Murder Every Monday, 1954.
- Murder's Little Sister, 1959.
  - 大下英津子訳『ようこそウェストエンドの悲喜劇へ』（論創社・海外ミステリ, 2022.8）